# Langues anglo-frisonnes

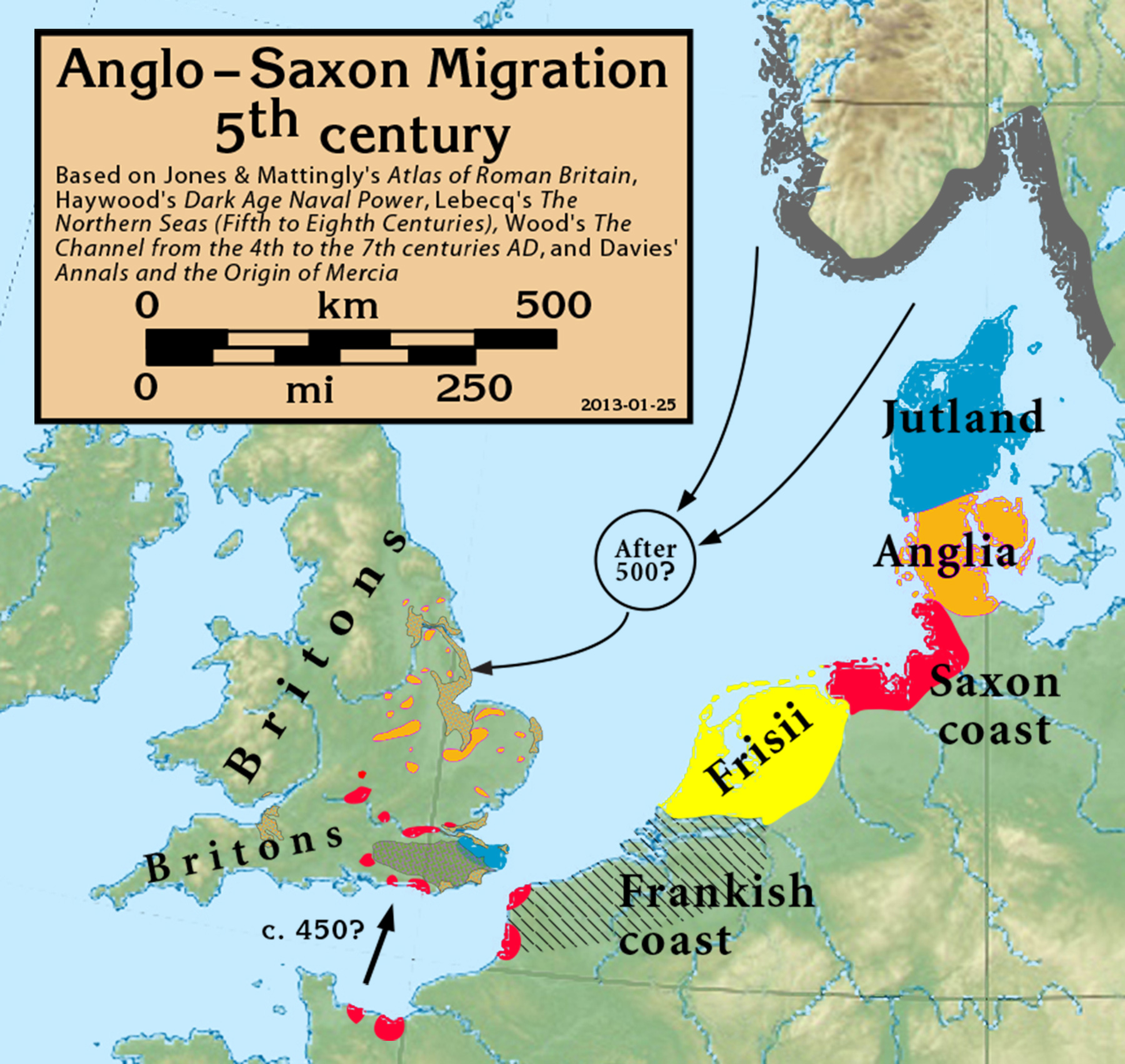
Régions d'origine des colons de la Grande-Bretagne au V.

Aire de répartition actuelle des langues anglo-frisonnes en Europe. Les zones hachurées sont les zones de bilinguisme.

L’anglo-frison est le groupe linguistique regroupant les langues qui, vers le IIIe siècle, se sont différenciées à l'intérieur de territoires allant du nord des Pays-Bas (Saxons) jusqu'au sud du Danemark (Angles), aire linguistique des actuelles langues frisonnes et des anciennes langues angles. Ces parlers anglo-frisons : le vieil anglais, le vieux frison, et leurs descendants actuels, forment un groupe des langues germaniques occidentales. Les rameaux de l'anglo-frison sont :
- Anglo-frison
  - groupe anglo-saxon[Quoi ?]
    - anglais moderne
    - scots (dont scots d'Ulster)
    - yola (langue) et fingalien (éteints)

  - groupe frison
    - frison occidental
    - frison oriental
    - frison septentrional

Les langues anglo-frisonnes se distinguent en partie des autres langues germaniques occidentales par une loi phonétique, la « Loi des nasales spirantes ingvaeoniques », la diphtongaison anglo-frisonne, et par la palatalisation du *k germanique commun en une consonne affriquée coronale devant les voyelles à l'initiale.
Exemple
- anglais cheese, frison occidental tsiis — néerlandais kaas, bas allemand Kääs, allemand Käse; ou
- angl. church, fris. occ. tsjerke — néerl. kerk, b. all. Kark, all. Kirche.

Depuis la fin du XXe siècle, on assiste à une extinction progressive des langues frisonnes dont l'usage n'est plus sauvegardé que par des populations rurales des Pays-Bas, d'Allemagne et du Danemark, essentiellement dans les îles de la Frise.

## Évolution historique des langues anglo-frisonnes

### Diachronie
Voici, par ordre chronologique, un résumé des principales évolutions phonétiques ayant affecté les voyelles :
1. Postériorisation et nasalisation de ā̆ devant une nasale ;
2. Amuïssement de n devant une spirante, se traduisant par l'allongement compensatoire et la nasalisation de la voyelle précédente 
  1. Exemple : westique *ganz « oie » → angl. goose, frs. occ. goes, guos
3. Le pluriel des temps verbaux réduit à une seule forme ;
4. Antériorisation de a : westique ā̆ → ǣ, agissant même sur les diphtongues ai et au ;
5. Première palatalisation de k germanique (c'est-à-dire sans phonémicisation des palatales) ; 
  1. Exemple : westique *kirikō « église » → v.angl. ċiriċe, v.fris. tsirke, tzirke → angl. church, fris. oriental säärke, fris. du Nord schörk, sark
6. Rétablissement de a sous l’influence de consonnes adjacentes : ǣ → ā ;
7. Coalescence de certaines diphtongues : ǣ → ē aussi bien en frison qu'en vieil anglais (sauf l'ouest-saxon);
8. Rétablissement de a devant une voyelle antérieure à la syllabe suivante (tardivement dans le Southumber) ; frison : *æu → *au → vieux-frison ā ~ a ;
9. Fracture (diphtongaison) en vieil-anglais, suivie en ouest-saxon d'une diphtongaison palatale ;
10. Métaphonie par i suivie d'une syncope ; suivie d'une diphtongaison en vieux-frison;
11. Seconde palatalisation (mouillure des palatales et assibilation) ; celle-ci fut suivie d'une seconde antériorisation dans la Mercie occidentale ;
  1. Exemples : west. *gestra- « hier » → angl. yesterday, fris. occ. juster ; west. *gelwaz « jaune » → angl. yellow, fris. oriental jeel
12. Coalescence et métaphonie des voyelles postérieures.

### Divergence entre l'anglo-saxon et les langues frisonnes
Les peuples parlant les dialectes frisons et anglo-saxons habitaient des régions voisines ; les confins de leurs territoires finirent par former un carrefour linguistique, ce qui explique les traits communs à ces deux sous-groupes germaniques. Mais malgré leur communauté d'origine, l'anglais et les langues frisonnes ont beaucoup divergé, d'une part à cause du poids du vieux-norrois et du français sur l’anglais, et d'autre part à cause de l'influence considérable du néerlandais et du bas-allemand sur les langues frisonnes. C'est pourquoi elles sont beaucoup plus proche aujourd'hui du néerlandais et des dialectes bas allemands géographiquement voisins, que de l'anglais ; il s'inscrit ainsi dans le continuum linguistique des langues germaniques continentales, alors que le lexique de l’anglais est imprégné d’emprunts scandinaves et latins.

## Variété morphologique des dialectes anglo-frisons
Voici les noms des chiffres dans différentes langues anglo-frisonnes:
| Langue              | 1       | 2               | 3        | 4       | 5     | 6     | 7      | 8      | 9       | 10    |
| ------------------- | ------- | --------------- | -------- | ------- | ----- | ----- | ------ | ------ | ------- | ----- |
| Anglais             | one     | two             | three    | four    | five  | six   | seven  | eight  | nine    | ten   |
| Scots               | ane ae  | twa             | three    | fower   | five  | sax   | seiven | aicht  | nine    | ten   |
| Yola                | oan     | twye            | dhree    | vour    | veeve | zeese | zeven  | ayght  | neen    | dhen  |
| Ouest-frison        | ien     | twa             | trije    | fjouwer | fiif  | seis  | sân    | acht   | njoggen | tsien |
| Frison du Saterland | aan     | twäi twäin twoo | träi     | fjauwer | fieuw | säks  | soogen | oachte | njugen  | tjoon |
| Nord-frison         | iinj ån | tou tuu         | trii tra | fjouer  | fiiw  | seeks | soowen | oocht  | nüügen  | tiin  |

## Comparaison des lexiques anglo-frison, néerlandais et allemand
| Frison occidental | Anglais              | Néerlandais               | Allemand           |
| ----------------- | -------------------- | ------------------------- | ------------------ |
| dei               | day                  | dag                       | Tag                |
| rein              | rain                 | regen                     | Regen              |
| wei               | way                  | weg                       | Weg                |
| neil              | nail                 | nagel                     | Nagel              |
| tsiis             | cheese               | kaas                      | Käse               |
| tsjerke           | church kirk (Écosse) | kerk                      | Kirche             |
| tegearre          | together             | samen tegader (archaïque) | zusammen           |
| sibbe             | sibling              | sibbe                     | Sippe              |
| kaai              | key                  | sleutel                   | Schlüssel          |
| ha west           | have been            | ben geweest               | bin gewesen        |
| twa skiep         | two sheep            | twee schapen              | zwei Schafe        |
| hawwe             | have                 | hebben                    | haben              |
| ús                | us                   | ons                       | uns                |
| hynder            | horse                | paard ros (vieilli)       | Ross / Pferd       |
| brea              | bread                | brood                     | Brot               |
| hier              | hair                 | haar                      | Haar               |
| ear               | ear                  | oor                       | Ohr                |
| doar              | door                 | deur                      | Tür                |
| grien             | green                | groen                     | Grün               |
| swiet             | sweet                | zoet                      | süß                |
| troch             | through              | door                      | durch              |
| wiet              | wet                  | nat                       | nass               |
| each              | eye                  | oog                       | Auge               |
| dream             | dream                | droom                     | Traum              |
| it giet oan       | it goes on           | het gaat door             | es geht weiter/los |

## «Anglo-frison» ou «Ingvaeonique»?
L’Ingvaeonique, ou germanique de la mer du Nord, est un groupe hypothétique de langues germaniques occidentales incluant le vieux frison, le vieil anglais et le vieux saxon. 
Il ne s'agissait pas, dans l'esprit des chercheurs, d'une proto-langue monolithique, mais plutôt d'un groupe de dialectes étroitement apparentés ayant évolué de façon à peu près uniforme. Le promoteur de ce regroupement est le linguiste et philologue allemand Friedrich Maurer (en) (1898–1984) qui, dans Nordgermanen und Alemannen (1942), propose cette alternative à la généalogie stricte qui prévalait depuis le XIXe siècle sous l'impulsion d'August Schleicher, et qui postulait l’existence d’un « groupe anglo-frison. »